# Aindling
Aindling är en köping (Markt)i Landkreis Aichach-Friedberg i Regierungsbezirk Schwaben i förbundslandet Bayern i Tyskland.
Köpingen ingår i kommunalförbundet Aindling tillsammans med kommunerna Petersdorf och Todtenweis.